# Lake Medina Shores
Lake Medina Shores – jednostka osadnicza w Stanach Zjednoczonych, w stanie Teksas, w hrabstwie Bandera.